# Bataille de Sant'Egidio
La bataille de Sant'Egidio s'est déroulée le 12 juillet 1416 dans la plaine de Sant'Egidio, localité située près de Pérouse ( Italie centrale) entre le condottiere Braccio da Montone et les troupes de Pérouse, commandées par Charles Ier Malatesta. 

## Histoire
La bataille a duré sept heures et a vu l'utilisation de cavalerie lourde. Braccio utilise sa tactique consistant à effectuer des assauts répétés de cavalerie menés par des petites unités , à la recherche de points faibles dans la ligne ennemie. La bataille s'est déroulée sous un soleil implacable.
Les Pérugins eurent 3 000 cavaliers capturés et 300 victimes ; les troupes de Braccio da Montone eurent 180 hommes d'armes tués. Les membres de la famille Michelotti faits prisonniers sont tués. Charles Ier Malatesta et son cousin Galéas Malatesta sont  faits prisonniers.

## Consequences
La victoire de Braccio lui permet de conquérir Pérouse dont il devient le seigneur.